# إديكتوم روثاري

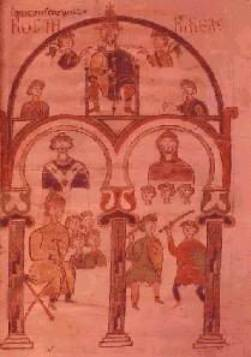
رسم توضيحي في إحدى صفحات الكتاب

إديكتوم روثاري (باللاتينية: Edictum Rothari) هو أول تجميع مكتوب لقوانين اللومبارد، دون ونشر في 22 نوفمبر 643 بواسطة الملك روثاري. كانت التقاليد اللومباردية وفقًا لبولس الشماس المؤرخ اللومباردي محفوظة في الذاكرة قبل هذا. كان الكتاب باللاتينية (رغم أنها عامية جدًا) من قبل الملك وبناء على مشورة وموافقة مجلسه وجيشه.